# Аву (вулкан)
Аву  (индон. Gunung Awu — гора пепла) — вулкан, расположен на острове Сангихе, входящем в состав провинции Северный Сулавеси, Индонезия. Вулкан находится в 45 километрах к северу от вулкана Бануа-Уху.
Аву — стратовулкан, высотой 1320 метров. Если измерять высоту вулкана с океанического дна, то она составит 4620 метров. В сезон дождей к кратере вулкана образовывается озеро площадью 208 640 км² и глубиной 5-34 метра. Сам вулкан и его извержения похожи на вулкан Келуд, который находится на острове Ява, окрестности которого также густонаселены. До 1992 года воды озера были постоянны, пока в начале 1990-х гг. не исчезло 80 % озера, а после 2004 года стало образовываться только лишь временное дождевое озеро. Долины, окружающие вулкан, покрывают застывшие пирокластические и селевые потоки.
Севернее вулкана Аву в Молукскком море под водой располагаются 2 платформы вулканического происхождения, которые действуют на активность вулкана.
Раньше в кратере вулкана Аву располагалось постоянно серное озеро. В 1922 году оно достигало диаметра 825 X 1000 метров, а глубина была 150 метров. В 1921 году на месте озера, которое заполнило небольшую кальдеру вулкана начал образовываться купол высотой 3 метра. В 1930 году он достиг высоты 80 метров. В 1966 году произошёл взрыв вулкана, и купол разрушился. В результате этого извержения фрагменты лавового купола взлетели в воздух и образовался воздушный камнепад, в результате которого погибло порядка 30 человек и около 1000 ранено. Было уничтожено или частично повреждено 9 деревень, более 3000 домов. Пирокластические потоки достигали расстояния 5 км. Шум от взрывного извержения вулкана был слышен в Филиппинском море.
6 июня 2004 года началось очередное извержение вулкана, пик которого пришёлся на 10 июня. В результате пепел покрыл местность вокруг вулкана в радиусе 3 км. К 14 июня на месте озера образовался купол высотой 40 метров и размером 250X300 метров. В результате бурной активности вулкана было эвакуировано 16 тысяч человек в главный город острова — порт Тахуна, который находится в 15 километрах от Аву. Высота выброса магматических пород составила 3300 метров. К 13 июня активность вулкана пошла на спад.
Вулкан Аву является одним их самых активных в Индонезии. За историю его извержений погибло более 8000 человек. С 1640 года произошло около 19 значительных извержений. Каждое извержение сопровождали человеческие жертвы.

## Видео
- Кратер вулкана Аву на YouTube